# ميبو نو هانا تاو
ميبو نو هانا تاو (壬生の花田植) هي طقوس زراعة الأرز التي تُقام كل عام في الأحد الأول من يونيو في كيتاهيروشيما، هيروشيما، على أمل حصاد جيد. إنها حدث تقليدي تم تصنيفه كممتلكات ثقافية شعبية غير مادية هامة في اليابان وتم إدراجها في القائمة التمثيلية للتراث الثقافي البشري غير المادي لاتفاقية اليونسكو لحماية التراث الثقافي غير المادي.

## نظرة عامة
منذ فترة الكاماكور، كان من العرف في غرب اليابان أن يقوم ساوتومي بغناء أغنية زراعة الأرز وهو يهمس مع طبل كبير، طبل صغير، مزمار، أو كاني يدوي، وذلك وفقًا للتوقيع الزمني لساسارا. إنها طقوس زراعية لعبادة سانباي (تا-نو-كامي) والصلاة من أجل حصاد جيد وموسم زراعي جيد، وهي أيضًا وسيلة للاستمتاع بالعمل الشاق في زراعة الأرز. في نهاية المطاف، أصبحت فعالية زراعة الأرز أكثر روعة باجتماع عدد كبير من الأشخاص وتزيين الأبقار بالورود الاصطناعية، وارتداء ساوتومي والآخرين أحزمة وشراشف حمراء لإضفاء جو من المرح. ويقال إنها حصلت على اسم هانادا يوي بسبب مظهرها الفخم.
ميبو نو هانا تاداشي هي أكبر حدث لزراعة الأرز في غرب اليابان، وتنقل "أوركسترا كاواتودا" و"ميبو نو هانا تاداشي" التقليد. بسبب عمق تاريخها، تم تصنيفها كممتلكات ثقافية شعبية غير مادية هامة لليابان في عام 1976، وتم تسجيلها كتراث ثقافي غير مادي لليونسكو في نوفمبر 2011.